# Thrasymaque de Corinthe
Pour le sophiste de Chalcédoine, voir Thrasymaque.
Thrasymaque, en grec ancien Θρασύμαχος, un philosophe grec mégarique du IVe siècle av. J.-C. Très peu de choses sont connues de ce philosophe, qui fut élève d'Euclide, maître d'Ichthyas et de Stilpon de Mégare,. 